# Das allgemeine Wochenblatt für Grafing, Ebersberg, Schwaben, Glonn und Umgebung
Das allgemeine Wochenblatt für Grafing, Ebersberg, Schwaben, Glonn und Umgebung war eine deutschsprachige Wochenzeitung, die 1875 in Grafing bei München erschienen ist.

## Geschichte
Das allgemeine Wochenblatt war der erste Versuch, neben dem seit 1852 erscheinenden Amtsblatt im Ebersberger Raum eine private politische Zeitung zu etablieren. Ende 1874 ließ sich der aus Ichenhausen stammende Buchdrucker und Lithograph Karl August Schilling in Grafing nieder. Zuvor hatte er in München Das allgemeine Wochenblatt für Miesbach, Starnberg und Umgegend herausgegeben. Ausgestattet lediglich mit einer Handpresse und ohne Gehilfen, meldete er am 2. Januar 1875 beim Grafinger Magistrat das Gewerbe des Buchdruckers und die Herausgabe des Wochenblattes an. Im Flugblatt zur Ankündigung stellte der Herausgeber seine Zeitung vor:

„Das allgemeine Wochenblatt für Grafing, Ebersberg, Schwaben, Glonn und Umgegend [...] wird in Kürze alle interessanten Neuigkeiten von unserem Vaterlande, sowie vom Auslande bringen. Die Tagesereignisse werden schnell, sowie auch die Lokalverhältnisse unpartheiisch, ohne auf die Persönlichkeiten einzugehen, besprochen werden. [...]. Es soll dem Bürger und Landmann ein gern gelesenes Blatt sein, woraus Alt und Jung, Arm und Reich, Nutzen ziehen kann. Kleine Erzählungen, anständige humoristische Aufsätze, Räthsel und dergleichen, werden dem ermüdeten Geschäftsmanne und Arbeiter manch' heitere Stunden verschaffen.“

Nach Überprüfung durch das Bezirksamt Ebersberg konnte die Zeitung erstmals am 6. Februar 1875 erscheinen. Anscheinend aufgrund mangelnder Profitabilität verkaufte Schilling seine Druckerei und seine Zeitung bereits am 3. Mai 1875 zum Preis von 1.000 Gulden an den ebenfalls in Grafing ansässigen Buchdrucker und Buchbinder Engelbert Reiter. Auch unter dem neuen Eigentümer stellte sich allerdings kein Geschäftserfolg ein; am 1. Oktober 1875 musste Reiter, der eine viel zu geringe Zahl an Abonnenten beklagte, die Einstellung seines Blattes verkünden. Erst 1882 sollte mit der Gründung des Ebersberger Anzeigers wieder eine politische Zeitung im Ebersberger Raum erscheinen. 